# Chingolo (película)
Chingolo es una película de Argentina en blanco y negro dirigida por Lucas Demare según guion de Carlos A. Olivari y Sixto Pondal Ríos que se estrenó el 18 de septiembre de 1940 y que tuvo como protagonistas a Luis Sandrini, Homero Cárpena, Nury Montsé y Haydée Larroca. Fue la primera obra de importancia en la filmografía de Lucas Demare.

## Sinopsis
Un simpático vagabundo apodado "Chingolo" (Luis Sandrini) salva a un niño de morir ahogado. Cuando la acaudalada familia del chico desea recompensarlo con dinero, se sorprenden ante la negativa del singular personaje, que aceptaría solo algo de comida. Es entonces adoptado por la madre del niño, que se empeña en transformar a Chingolo en un hombre trabajador, lo que motiva los más disparatados e hilarantes enredos.
La alocada familia trata de imponer sus valores y él responde de la misma manera. Se corrompe, pero al enamorarse, reencuentra su pureza original.

## Reparto
- Rosa Catá..... Leocadia
- Homero Cárpena ... Carbonillo
- Cirilo Etulain ... Fernando
- Carlos Fioriti
- Haydée Larroca ... empleada
- Nuri Montsé..... Elvira
- Carlos Morganti
- Edgardo Morilla
- Héctor Méndez..... Eduardo
- Luis Sandrini..... Chingolo